# Championnat du Pérou de football 2016
Navigation
Édition précédente Édition suivante
La saison 2016 du championnat du Pérou de football se déroule de février à décembre 2016 sur trois tournois : le tournoi d'ouverture, le tournoi de clôture et la phase de Liguillas. Seize clubs participent aux trois tournois de cette saison.
Elle voit le Sporting Cristal être sacré pour la 18e fois de son histoire.

## Règlement du championnat 2016
Le championnat se déroule d'abord en deux phases, le tournoi d'ouverture (Apertura), avec 15 matchs disputés par équipe (matchs aller) et le tournoi de clôture (Clausura) avec 15 matchs également par équipe (matchs retour). À la fin des deux tournois, on verse les 16 équipes dans deux poules, les Liguillas. En effet, au classement général à l'issue du tournoi de clôture, qui est un classement cumulé des deux tournois, les huit équipes classées impaires (de la 1re à la 15e place) sont versées dans la Liguilla A alors que les huit qui sont classées paires (de la 2e à la 16e place) sont versées dans la Liguilla B. Durant cette 3e phase, 14 matchs sont disputés par équipe (7 matchs aller et 7 matchs retour).
Dans la dernière phase dite de « Play off » (demi-finales et finale de championnat) participent les quatre meilleures équipes au classement général cumulé Apertura + Clausura + Liguillas. Le 1er classé affrontant le 4e et le 2e s'opposant au 3e dans une formule d'élimination directe par matchs aller-retour. En cas d'égalité, la règle des buts marqués à l'extérieur sera appliquée.  
Les champion, vice-champion et 3e du championnat sont qualifiés à la Copa Libertadores 2017. Les 4e, 5e, 6e et 7e du championnat sont qualifiés à la Copa Sudamericana 2017, privilège également accordé aux vainqueurs des tournois d'ouverture et de clôture, sauf s'ils sont déjà qualifiés à la Copa Libertadores. Enfin les deux équipes les moins bien classées à l'issue du classement général cumulé des trois tournois sont reléguées en deuxième division.

## Les clubs participants
| \| Alianza Atlético Alianza Lima Ayacucho FC Comerciantes Unidos La Bocana Deportivo Municipal FBC Melgar J. Aurich Real Garcilaso Sport Huancayo Sporting Cristal Unión Comercio Univ. César Vallejo Univ. San Martín UTC Cajamarca Universitario \| Localisation des clubs engagés dans le championnat 2016 |
| Alianza Atlético Alianza Lima Ayacucho FC Comerciantes Unidos La Bocana Deportivo Municipal FBC Melgar J. Aurich Real Garcilaso Sport Huancayo Sporting Cristal Unión Comercio Univ. César Vallejo Univ. San Martín UTC Cajamarca Universitario                                                               |

Le championnat compte seize clubs, dont cinq basés à Lima.
| Club                      | Ville     |
| ------------------------- | --------- |
| Alianza Atlético          | Sullana   |
| Alianza Lima              | Lima      |
| Ayacucho FC               | Ayacucho  |
| Comerciantes Unidos       | Cutervo   |
| Defensor La Bocana        | Sechura   |
| Deportivo Municipal       | Lima      |
| FBC Melgar                | Arequipa  |
| Juan Aurich               | Chiclayo  |
| Real Garcilaso            | Cuzco     |
| Sport Huancayo            | Huancayo  |
| Sporting Cristal          | Lima      |
| Unión Comercio            | Tarapoto  |
| Universidad César Vallejo | Trujillo  |
| Universidad San Martín    | Lima      |
| UTC Cajamarca             | Cajamarca |
| Universitario de Deportes | Lima      |

## Compétition

### Tournoi d'ouverture

#### Classement
| Rang | Équipe                    | Pts | J  | G  | N | P  | Bp | Bc | Diff |
| ---- | ------------------------- | --- | -- | -- | - | -- | -- | -- | ---- |
| 1    | Universitario de Deportes | 35  | 15 | 11 | 2 | 2  | 31 | 12 | +19  |
| 2    | Sporting Cristal          | 26  | 15 | 7  | 5 | 3  | 21 | 11 | +10  |
| 3    | Alianza Lima              | 26  | 15 | 8  | 2 | 5  | 24 | 18 | +6   |
| 4    | Deportivo Municipal       | 25  | 15 | 7  | 4 | 4  | 19 | 18 | +1   |
| 5    | FBC Melgar T              | 30  | 15 | 7  | 3 | 5  | 24 | 18 | +6   |
| 6    | Alianza Atlético          | 23  | 15 | 7  | 2 | 6  | 24 | 21 | +3   |
| 7    | Juan Aurich               | 22  | 15 | 5  | 7 | 3  | 20 | 20 | 0    |
| 8    | Real Garcilaso            | 20  | 15 | 5  | 5 | 5  | 22 | 22 | 0    |
| 9    | Sport Huancayo            | 19  | 15 | 4  | 7 | 4  | 14 | 12 | +2   |
| 10   | Unión Comercio            | 19  | 15 | 5  | 4 | 6  | 18 | 23 | -5   |
| 11   | Comerciantes Unidos P     | 18  | 15 | 5  | 3 | 7  | 18 | 18 | 0    |
| 12   | UTC Cajamarca             | 14  | 15 | 4  | 6 | 5  | 21 | 23 | -2   |
| 13   | Defensor La Bocana P2     | 18  | 15 | 4  | 4 | 7  | 30 | 31 | -1   |
| 14   | Ayacucho FC               | 16  | 15 | 4  | 4 | 7  | 13 | 26 | -13  |
| 15   | Universidad San Martín    | 14  | 15 | 4  | 2 | 9  | 15 | 26 | -11  |
| 16   | Universidad César Vallejo | 7   | 15 | 1  | 4 | 10 | 14 | 29 | -15  |

|  | Qualification (éventuelle) pour la Copa Sudamericana 2017                 |
|  | T : Tenant du titre P : Promu de Segunda División P2 : Promu de Copa Perú |

### Tournoi de clôture

#### Classement
| Rang | Équipe                    | Pts | J  | G  | N  | P  | Bp | Bc | Diff |
| ---- | ------------------------- | --- | -- | -- | -- | -- | -- | -- | ---- |
| 1    | Sporting Cristal          | 53  | 30 | 14 | 11 | 5  | 46 | 27 | +19  |
| 2    | Universitario de Deportes | 51  | 30 | 15 | 6  | 9  | 51 | 39 | +12  |
| 3    | FBC Melgar T              | 46  | 30 | 13 | 7  | 10 | 48 | 38 | +10  |
| 4    | Sport Huancayo            | 46  | 30 | 12 | 10 | 8  | 36 | 26 | +10  |
| 5    | Deportivo Municipal       | 46  | 30 | 12 | 10 | 8  | 36 | 32 | +4   |
| 6    | Alianza Lima              | 45  | 30 | 13 | 6  | 11 | 37 | 29 | +8   |
| 7    | Unión Comercio            | 42  | 30 | 11 | 9  | 10 | 37 | 39 | -2   |
| 8    | Comerciantes Unidos P     | 41  | 30 | 11 | 8  | 11 | 36 | 33 | +3   |
| 9    | Alianza Atlético          | 41  | 30 | 12 | 5  | 13 | 41 | 40 | +1   |
| 10   | Juan Aurich               | 40  | 30 | 9  | 13 | 8  | 39 | 38 | +1   |
| 11   | UTC Cajamarca             | 40  | 30 | 9  | 13 | 8  | 36 | 38 | -2   |
| 12   | Real Garcilaso            | 36  | 30 | 10 | 6  | 14 | 39 | 49 | -10  |
| 13   | Ayacucho FC               | 33  | 30 | 8  | 9  | 13 | 27 | 42 | -15  |
| 14   | Defensor La Bocana P2 -2  | 30  | 30 | 7  | 11 | 12 | 44 | 53 | -9   |
| 15   | Universidad San Martín    | 30  | 30 | 8  | 6  | 16 | 33 | 47 | -14  |
| 16   | Universidad César Vallejo | 27  | 30 | 5  | 12 | 13 | 32 | 48 | -16  |

|  | Qualification (éventuelle) pour la Copa Sudamericana 2017                 |
|  | T : Tenant du titre P : Promu de Segunda División P2 : Promu de Copa Perú |

- Defensor La Bocana se voit retirer deux points pour cause de dettes à l'égard de son équipe réserve.